# Mauvaisin
Mauvaisin è un comune francese di 235 abitanti situato nel dipartimento dell'Alta Garonna nella regione dell'Occitania.

## Società

### Evoluzione demografica
Abitanti censiti